# Arctophyto
Arctophyto is een vliegengeslacht uit de familie van de sluipvliegen (Tachinidae).

## Soorten
- A. algens Curran, 1926
- A. borealis (Coquillett, 1900)
- A. cinerea (Coquillett, 1899)
- A. erythrocera (Thomson, 1869)
- A. gillettei (Townsend, 1892)
- A. glabra (West, 1925)
- A. isolatus (West, 1924)
- A. johnsoni West, 1924
- A. marginalis Curran, 1924
- A. novaeangliae (West, 1924)
- A. ochreicornis (Townsend, 1916)
- A. regina West, 1924
- A. trivittata (Curran, 1930)
- A. wickhami Townsend, 1915